# Der Spielmacher – George Tabori in Amerika
Der Spielmacher – George Tabori in Amerika ist ein Dokumentarfilm (ZDF/3sat) von Norbert Busè und Thomas von Steinaecker, produziert von Norbert Busè und Studio.TV.Film, der am 24. Mai 2014 um 20.15 Uhr auf 3sat erstmals ausgestrahlt wurde. Der Film behandelt das Leben von George Tabori in den Vereinigten Staaten von Amerika in den 1950er und 1960er Jahren auf Grundlage bisher unveröffentlichten Materials.

## Inhalt
Der Dokumentarfilm beschreibt zunächst Taboris Versuche in der Filmbranche in Hollywood als Drehbuchautor Fuß zu fassen, konzentriert sich aber im Wesentlichen auf seinen Erfolgsweg zum Theatermacher in New York City, der ihn bis in das Land seiner Verfolger, zurück nach Deutschland führte. Als jüdischer Immigrant verkehrt der Autor in Hollywoods intellektuellen Kreisen. Jedoch erschweren das System Hollywood und der zusätzliche politische Druck der McCarthy-Ära eine Karriere für Tabori. Der Rückzug ins Private lässt ihm Zeit zum Umdenken und so folgt er seiner Bewunderung für Bertolt Brecht und entwickelt die Idee eines ‚Armen Theaters‘. Gemeinsam mit seiner Frau Viveca Lindfors gründet Tabori die Theaterkompagnie ‚The Strolling Players‘, die zunächst in einer umfunktionalisierten New Yorker Kirche ihr erstes Domizil findet. Off-Broadway inszeniert Tabori seit 1955 Theaterstücke und arbeitet mit Methoden, die von Kazan und Strasberg (Actors Studio) entwickelt wurden. Als er durch eine Aussage Elia Kazans vor dem McCarthy-Ausschuss auf die ‚Schwarze Liste‘ gesetzt wird, werden für ihn die Arbeitsbedingungen in Amerika immer schwieriger. Seine bekannter werdenden Brecht-Inszenierungen, mit denen er durch die USA tourt, führen ihn 1969 zurück nach Europa. Mit dem Stück ‚Die Kannibalen‘ beginnt seine späte Karriere als Theatermacher in Deutschland. Die Auseinandersetzung mit seiner jüdischen Herkunft und dem Schicksal seiner Familie in Deutschland prägen seine Arbeit. Das Berliner Ensemble bietet ihm bis zu seinem Tod eine neue künstlerische Heimat in dem Land, das für die Ermordung seines Vaters in Auschwitz verantwortlich war.